# Qal'at Ja'bar
Qal'at Ja'bar (arabe : قلعة جعبر, turc : Caber Kalesi) aussi connu en français sous le nom de Djaber kalessi, est une citadelle située sur la rive gauche du lac el-Assad, Gouvernorat d'Ar-Raqqa en Syrie. Avant la construction du barrage de Tabqa, le château se trouvait au sommet d'une colline dominant la vallée de l'Euphrate. La mise en eau du lac a, depuis, transformé la colline en île. 
Bien que le lieu ait pu être habité et fortifié dès le VIIe siècle, l'édification du château actuel a commencé au XIe siècle mais aussi de l'époque de Nur ad-Din qui améliore les anciennes fortifications à partir de 1168. Depuis 1965, plusieurs fouilles ont été menées à l'intérieur et à l'extérieur du château ainsi que des travaux de restaurations des murs et des tours. C'est sur ce site qu'était situé, avant la mise en eau du lac el-Assad en 1973, le tombeau de Suleiman Chah, un mausolée appartenant à la Turquie et protégé par l'armée turque en vertu du traité d'Ankara de 1921. Il a depuis lors été déplacé plus au nord.

## Histoire

### Avant le château
La date des premières fortifications sur la colline actuelle n'est pas exactement connue. Le site était déjà nommé Dawsar durant l'époque pré-islamique et était situé sur la route reliant Ar-Raqqa avec l'ouest.

### À partir duXIesiècle

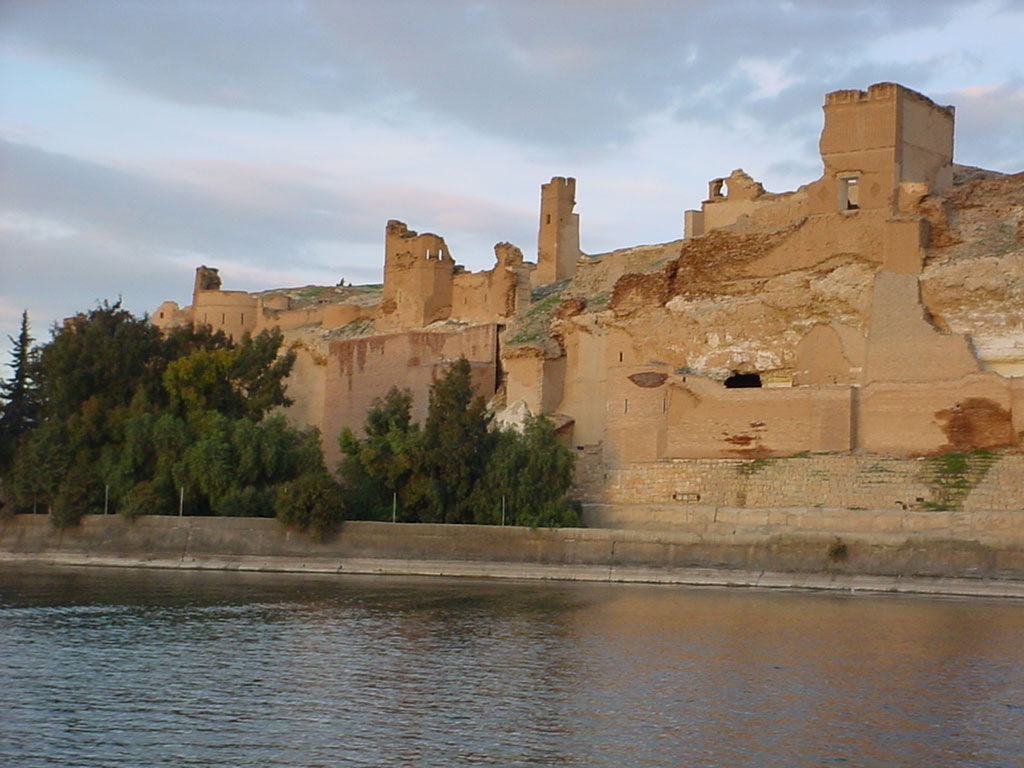
Vue du château du lac

Le château a peut-être été construit par la tribu des Banu Numayr au XIe siècle. Les sources historiques mentionnent que le château a été offert par Malik Shah Ier aux descendants de la dynastie Uqaylide en 1086 et est resté entre leurs mains jusqu'à la fin du XIIe siècle hormis un bref épisode où les croisés en avaient pris possession en 1102. En 1146, Zengi assiège le château mais meurt tué par un de ses esclaves. En 1168, le fils de Zengi, Nur ad-Din prend la forteresse et entreprend d'importantes constructions, la plus grande partie des fortifications visibles de nos jours datent de cette époque. L'invasion mongole endommage sérieusement le château avant qu'au XIVe siècle des travaux de restaurations ne soient entrepris.

### Tombeau de Suleiman Chah
Selon une légende, Suleyman Shah, le grand-père d'Osman Ier fondateur de l'Empire ottoman, s'est noyé dans les eaux de l'Euphrate près de Qal'at Ja'bar où il a été enterré. Toutefois il est probable que ce soit une confusion avec Süleyman Ier Shah fondateur du Sultanat de Roum. Le tombeau de Suleiman Chah originellement situé à proximité du Qal'at Ja'bar est l'objet de l'article 9 du Traité d'Ankara signé entre la France et la Grande Assemblée nationale de Turquie. Ce document précise que le tombeau est propriété de l'État turc qui a ainsi le droit d'y maintenir une garnison pour le garder. En 1973 avec la montée des eaux du lac el-Assad, la tombe a été déplacée à 80 km en amont et ce n'est donc plus Qal'at Ja'bar qui est concerné par cette clause du traité d'Ankara.